# Parroquias von Ribadesella

Lage der Gemeinde Ribadesella in Asturien

Die Gemeinde Ribadesella besteht aus neun Parroquias: die Parroquia Ribadesella (der Hauptort) und die folgenden acht Land-Parroquias.

## Berbes
Berbes (43° 28′ N, 5° 9′ W) liegt 9 km westlich von Ribadesella.
In Berbes gibt es die sehenswerte Kirche Santa Marina.
Der Jakobsweg (Camino del Norte) verläuft durch den Ort.
Der malerische Strand von La Vega ist nur ca. 2 km entfernt.

## Collera
Collera (43° 27′ N, 5° 2′ W) liegt 4,9 km südöstlich von Ribadesella.
Die Dorfkirche ist San Martin gewidmet.
Collera besteht aus den Weilern  Camango (Camangu auf asturisch), Collera, Cuerres, Meluerda und Toriello (Torriellu auf asturisch).

## Junco
Junco (43° 26′ N, 5° 4′ W) liegt 4,2 km südlich von Ribadesella.
Das große Kirchweihfest findet im August statt.
Junco besteht aus den Weilern  Cuevas (Cueves auf asturisch) und Junco (Xuncu auf asturisch).
Die Cuevona von Cuevas del Agua (oder La Cuevona - dt. die große Höhle) ist Teil einer Karstformation in Junco.

## Leces
Leces (43° 29′ N, 5° 8′ W) liegt 8 km westlich von Ribadesella.
Zur Parroquia gehört der Strand von La Vega.
Das große Kirchweihfest findet im Juli im Weiler San Esteban statt.
Leces besteht aus den Weilern Abeo (Abéu auf asturisch), Barredo (Barréu), Bones, Pando (Pandu), San Esteban (Sanisteba), San Pedro (San Pedru La Llama), Tereñes, Torre und  Vega.

## Linares
Linares (43° 27′ N, 5° 8′ W) liegt 8,4 km südöstlich von Ribadesella.
Die Kirche ist Santa María de la Velilla geweiht.
Linares besteht aus den Weilern Alea, Calabrez und Linares (Llinares auf asturisch).

## Moro
Moro (43° 27′ N, 5° 7′ W) liegt 8 km südöstlich von Ribadesella.
Das Kirchweihfest (San Salvador) findet im August im Weiler El Carmen statt.
Moro besteht aus den Weilern El Carmen (El Carme auf asturisch), Fresno (Fresnu), La Granda, Sardedo (Sardéu), Soto (Sotu), Tezangos, Tresmonte und Nocedo (Nocéu).

## Santianes
Santianes (43° 26′ N, 5° 4′ W) liegt 5 km südlich von Ribadesella am Río Sella.
Kirchweihfest (San Juan)
Santianes  besteht aus den Weilern Llovio (Lloviu auf asturisch), Fríes, Omedina, Santianes (Santianes del Agua).

## Ucio
Ucio (43° 27′ N, 5° 5′ W) liegt 3 km südöstlich von Ribadesella.
Die Kirche ist San Miguel gewidmet, und das Kirchweihfest wird zum San Miguel Feiertag abgehalten.
Ucio  besteht aus den Weilern Ardines, San Miguel de Ucio (Samiguel), Sardalla und Sebreño (Sebreñu auf asturisch).